# Les Éleveurs de porcs du Québec
Vous pouvez aider à l'améliorer ou bien discuter des problèmes sur sa page de discussion.
- Il ne s’appuie pas, ou pas assez, sur des sources secondaires ou tertiaires. (Marqué depuis novembre 2021)
- Il manque de repères chronologiques ou de dates qu'il faudrait ajouter avec des sources. (Marqué depuis mars 2022)
- Son texte doit être wikifié : il ne correspond pas à la mise en forme Wikipédia (style, typographie, liens internes, liens entre les wikis, etc.). (Marqué depuis mars 2022)
- Sa typographie ne respecte pas les conventions de Wikipédia. Vous pouvez solliciter de l’aide de l’Atelier typographique. (Marqué depuis mars 2022)

- Archive Wikiwix
- Bing
- Cairn
- DuckDuckGo
- E. Universalis
- Gallica
- Google
- G. Books
- G. News
- G. Scholar
- Persée
- Qwant
- (zh) Baidu
- (ru) Yandex
- (wd) trouver des œuvres sur Wikidata

Les Éleveurs de porcs du Québec sont constitués en vertu de la Loi sur les syndicats professionnels. L'organisation, fondée en 1966 regroupe les huit syndicats régionaux d'éleveurs et éleveuses de porcs. Les Éleveurs sont affiliés à l'Union des producteurs agricoles (UPA) et au Conseil canadien du porc (CCP).

## Conseil d'administration et structure organisationnelle

### Conseil d'administration
Le conseil d'administration des Éleveurs est composé, outre du président et des deux vice-présidents, des présidents des syndicats régionaux et des comités de mise en marché. Responsable de la Direction générale des Éleveurs, le conseil d'administration prend les dispositions nécessaires pour donner à la suite des décisions de l'Assemblée générale annuelle.

### Conseil exécutif
Le comité exécutif voit au suivi des décisions du conseil d'administration.

### L'équipe permanente
La direction générale chapeaute 3 services et 2 directions générales adjointes : 
- Direction générale adjointe - opérations
  - Mise en marché
  - Affaires économiques
  - Santé, qualité et recherche et développement
- Marketing
- Communications
- Affaires institutionnelles et gouvernementales
- Direction générale adjointe - administration et finances
  - Comptabilité et finances
  - Technologies de l'information

## Mission
Les Éleveurs se donnent pour mission de représenter et promouvoir les intérêts des éleveurs et éleveuses de porcs du Québec et de les rendre fiers en valorisant leur profession et leur produit. Ils ont également pour but que les conditions de marché et d’élevage permettent d’assurer la prospérité et la pérennité des entreprises porcines québécoises.

## La production porcine au Québec
Au Québec, il y a environ 2 500 producteurs et productrices de porcs répartis dans les différentes régions du Québec. Les producteurs produisent près de 7 millions de porcs annuellement et génèrent des retombées économiques de plus de 3,7 milliards de dollars dont bénéficient toutes les régions de la province. Au Québec, la production porcine emploie 38 000 personnes. 70 % de la production porcine est exportée vers plus de 80 pays et elle répond à 80% de la demande québécoise en viande de porc.

### Statistiques régionales
Suivant le recensement interne du syndicat, la répartition territoriale en 2020-2021 est la suivante :
- Bas Saint-Laurent - 81 éleveurs
- Beauce - 519 éleveurs
- Estrie - 200 éleveurs
- Lanaudière-Outaouais-Laurentides - 213 éleveurs
- Mauricie - 80 éleveurs
- Centre-du-Québec - 329 éleveurs
- Deux Rives (comprend Capitales-Nationale et le Saguenay-Lac-Saint-Jean) - 432 éleveurs
- Montérégie - 791 éleveurs
- Total pour le Québec : 2832 éleveurs

## Le porc du Québec
Le porc du Québec est la marque de commerce des Éleveurs de porc du Québec.